# Dongjian, Guangdong
Dongjian är ett stadsdelsdistrikt i sydöstra Kina. Det ligger i stadsdistriktet Mazhang i staden Zhanjiang i provinsen Guangdong, omkring 370 kilometer sydväst om provinshuvudstaden Guangzhou. Antalet invånare är 44 037. Befolkningen består av 21 260 kvinnor och 22 777 män. Barn under 15 år utgör 23,0 %, vuxna 15-64 år 67 %, och äldre över 65 år 8,0 %.
Dongjian omfattar den östra delen av ön Donghai Dao.